# Alberto Ohaco
Alberto Bernardino Ohaco (Avellaneda, 20 de Janeiro de 1889 – Lomas de Zamora, 3 de Janeiro de 1950) foi um futebolista argentino que atuava como atacante.
Maior artilheiro da história do Racing Club, com 202 gols, Ohaco esteve presente nas oito primeiras conquistas do clube no campeonato argentino, sendo as sete primeiras de forma consecutiva, até hoje um recorde no futebol argentino. Ohaco também é considerado um dos maiores futebolistas da história do futebol argentino e também um de seus primeiros ídolos.

## Carreira
Jogou durante toda sua carreira no Racing Club, clube do qual seu pai, Juan, foi um dos fundadores. Chegou ao clube três anos após a fundação deste, em 1906, sendo promovido ao elenco principal quatro anos depois, em 1910, contribuindo para a promoção da equipe para a Primeira Divisão. Em 1912, no ano seguinte a sua estreia na divisão de elite do futebol argentino, Ohaco terminou como artilheiro do campeonato, com nove gols em 10 partidas.
Junto com outros jogadores, especialmente Canaveri, Marcovecchio, Hospital e Perinetti, compôs a espinha dorsal do Racing que conquistou sete títulos de forma consecutiva do campeonato argentino. O primeiro título veio em sua terceira temporada na Primeira Divisão, em 1913, com Ohaco terminando como artilheiro novamente, desta vez com 20 gols. Este título foi bastante simbólico, abrindo uma nova era no futebol nacional, pois até então só clubes oriundos da comunidade britânica haviam sido campeões. Nos dois anos seguintes, em 1914 e 1915, Ohaco terminou novamente com a artilharia do campeonato, marcando, respectivamente, 20 e 31 gols, tendo este último quebrado o recorde anterior de gols numa edição, que pertencia a Eliseo Brown, que marcara 24 vezes em 1907, e foi posteriormente quebrado por Alberico Zabaleta em 1921, com este marcando 32 vezes.
Os títulos continuaram nas temporadas 1916, 1917 e 1918. Em 1919, com a ruptura do futebol argentino com a divisão entre a Asociación del Fútbol Argentino (AFA) e a Associação de Amadores de Futebol, o Racing optou por sua continuidade na competição amadora, vencendo o último título da histórica sequência em 1919, tendo o River Plate quebrado a sequência em 1920, quando este conquistou seu primeiro título no torneio. O Racing retomaria o posto de campeão já na edição seguinte, de 1921, tendo em Ohaco seu grande destaque. Dois anos depois, anunciou sua aposentadoria.

## Seleção Argentina
Durante seis anos, Ohaco defendeu o selecionado argentino, tendo estado presente nas duas primeiras edições da Copa América (à época conhecido como Campeonato Sul-Americano), em 1916 e 1917, nas quais a Argentina terminou com o vice-campeonato.[carece de fontes?]
Sua estreia ocorreu em 15 de agosto de 1912, na partida ocorrida em Montevidéu contra o Uruguai, válida pela Copa Lipton, na qual a Argentina saiu derrotada por 2 x 0.[carece de fontes?]
Em 1916 participou da Copa Newton, marcando duas vezes na vitória por 3 x 1 contra o Uruguai, e foi convocado para a primeira edição do Campeonato Sul-Americano, disputada no mesmo ano, na Argentina. No torneio, esteve presente na primeira e terceira partidas, contra o Chile, marcando duas vezes na vitória por 6 x 1, e Uruguai, na qual pouco pôde fazer para evitar o placar de 0 x 0, o qual deu o título ao rival, respectivamente. Na partida que ficou de fora, contra o Brasil, fora substituído por José Durán Laguna.[carece de fontes?]
Ohaco foi convocado para disputar a edição seguinte do torneio, em 1917, disputada no Uruguai. Na estreia, contra o Brasil, marcou duas vezes de pênalti na vitória por 4 x 2. Nas duas partidas seguintes, contra Chile (1 x 0 Argentina) e Uruguai (1 x 0 Uruguai), não marcou, e com a derrota para os uruguaios, viu pela segunda vez o título ficar com os rivais.[carece de fontes?]
Disputou sua última partida em 1918, no torneio Gran Premio de Honor Uruguayo, contra os rivais uruguaios. Ao todo, Ohaco disputou treze partidas, marcando sete vezes.